# VK Voronej
VK Voronej est un club russe de volley-ball fondé en 2006 et basé à Voronej, évoluant pour la saison 2016-2017 en Majeure Ligue A.

## Effectifs

### Saison 2015-2016
| No                           | Nom                          | Date de naissance            | Taille                         | Poids                          | Poste                          |
| ---------------------------- | ---------------------------- | ---------------------------- | ------------------------------ | ------------------------------ | ------------------------------ |
| 1                            | Olga Frolova                 | 10 février 1996              | 180                            | 73                             | Réceptionneuse-attaquante      |
| 3                            | Iekaterina Gromova           | 13 septembre 1986            | 193                            | 79                             | Attaquante                     |
| 4                            | Iekaterina Ienina            | 23 mai 1990                  | 182                            |                                | Passeuse                       |
| 7                            | Irina Klimanova              | 17 août 1987                 | 187                            | 78                             | Centrale                       |
| 8                            | Svetlana Soukhoverkhova      | 20 avril 1992                | 184                            |                                | Réceptionneuse-attaquante      |
| 10                           | Natalia Frolova              | 7 avril 1989                 | 184                            |                                | Réceptionneuse-attaquante      |
| 13                           | Irina Melnitchouk            | 25 avril 1994                | 183                            |                                | Passeuse                       |
| 14                           | Irina Alilouïeva             | 9 décembre 1988              | 178                            |                                | Libero                         |
| 15                           | Natalia Doumtcheva           | 19 juin 1992                 | 196                            | 78                             | Attaquante                     |
| 16                           | Rimma Gontcharova            | 11 mai 1995                  | 187                            | 67                             | Centrale                       |
| 17                           | Ielizaveta Chingariova       | 9 février 1994               | 187                            | 72                             | Centrale                       |
|                              |                              |                              |                                |                                |                                |
| Encadrement technique        | Encadrement technique        |                              | Légende                        | Légende                        | Légende                        |
| Entraîneur : Levon Djaginian | Entraîneur : Levon Djaginian | Entraîneur : Levon Djaginian | : Capitaine                    | : Capitaine                    | : Capitaine                    |
| Entraîneur(s) adjoint(s) :   | Entraîneur(s) adjoint(s) :   | Entraîneur(s) adjoint(s) :   | : Joueuse blessée actuellement | : Joueuse blessée actuellement | : Joueuse blessée actuellement |